# Benkara ovoidea
Benkara ovoidea är en måreväxtart som först beskrevs av Jean Baptiste Louis Pierre och Charles-Joseph Marie Pitard, och fick sitt nu gällande namn av Colin Ernest Ridsdale. Benkara ovoidea ingår i släktet Benkara och familjen måreväxter. Inga underarter finns listade i Catalogue of Life.